# Mlabri
Pour la langue de ce peuple, voir Mlabri (langue).

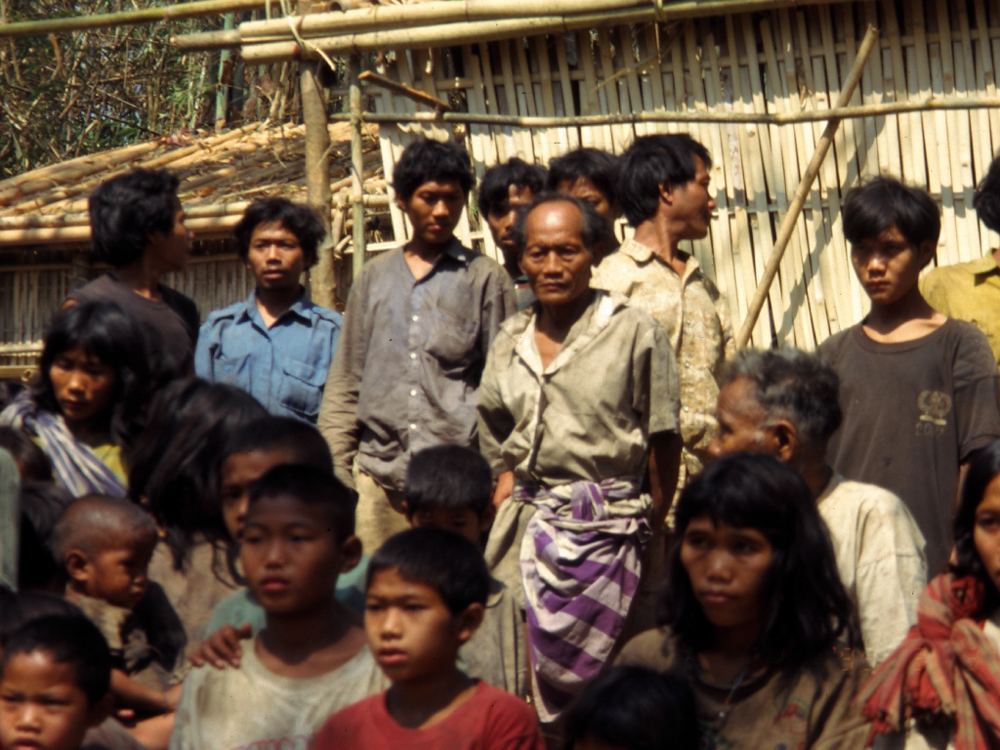
Quelques Mlabri (2005)

Les Mlabri sont un des derniers peuples de chasseurs-cueilleurs autochtones vivant en Asie du Sud-Est aux confins de la Thaïlande et du Laos. Leur nom Mlabri est une altération du mot khmu Mrabi, signifiant "peuple (mra) de la forêt" (bri).
Nomades, ils se déplacent dans la forêt, où ils construisent des abris provisoires en bambou et en feuilles, qu'ils quittent dès qu'ils jaunissent, ce qui leur a valu le surnom de "Phi Tong Luang" (ผีตองเหลือง), "esprits des feuilles jaunes", de la part des Thaïs . Ils mangent beaucoup de tubercules forestiers, de rhizomes, de fruits, de champignons, de pousses de bambou, de rotin, et de palmier. Ils sont aussi friands de petits mammifères, d’oiseaux, de crevettes, de serpents, de petits poissons qu’ils pêchent, chassent à la lance… ou à la course. Ils sont victimes de la déforestation, qui les force à se sédentariser.
Le nom de "Phi Tong Luang" est à distinguer de celui de "Kha Tong Luang", qui désigne une population parlant une langue du sous-groupe occidental du groupe des langues viet-muong (Wurm and Hattori 1981).
En 2002, les Mlabri étaient un peu plus de 200 (180 en Thaïlande voire un peu plus, dans la province de Phrae et la province de Nan, 35 au Laos, dans la province de Sayaboury).

## Langue
Le mlabri est une langue khmuique appartenant au groupe Nord des langues môn-khmer.